# Violencia colectiva
El libro de la violencia colectiva escrito por Charles Tilly fue publicado por Cambridge University Press en inglés en el 2003. Es una obra compuesta por diez capítulos.
En esta obra el autor se centra en una parte de la acción colectiva que es la violencia, así mismo hace referencia a la activación y desactivación de los mecanismos y/o procesos que forman parte de la violencia colectiva.

## Modalidades de violencia
En este capítulo el autor inicia con la narración de tres casos en los que se ve reflejada la violencia colectiva para poder definirla bajo tres criterios: ocasionar cualquier tipo de daño, incluso teniendo en cuenta la retención de objetos y/o personas, en los que no importa la resistencia contra estos hechos; así como la cantidad de autores que ocasionan los daños, que pueden ser mínimo dos (excluyendo las acciones individuales), la relevancia de los daños a corto plazo; y finalmente es consecuencia (en parte) de la coordinación y/o enclave entre los autores que infligen los daños.
La violencia colectiva está relacionada y es afectada según el autor por vínculos, estructuras y procesos sociales, y además en este capítulo se hace referencia a los especialistas en la violencia como miembros de la fuerza pública y bandas criminales que tienen un papel preponderante al impartir esta violencia.
La concepción de la violencia colectiva tiene en cuenta varios mecanismos de relación, como la desigualdad con los componentes que ésta emplea:explotación y acaparamiento de oportunidades, dos mecanismos son más efectivos cuando existe una división entre las partes y/o actores, la activación de los dos mecanismos anteriores incrementa la desigualdad social; asimismo existen otros mecanismos que pueden activarse e incrementar el uso de la violencia colectiva como la correduría (unión de dos fuerzas con el fin de lograr un objetivo común) y la activación de las líneas divisorias (en las que se marcan notoriamente las diferencias entre un actor y otro).
De igual forma, la activación de los mecanismos, sus combinaciones y secuencias pueden derivar en procesos como: la polarización (en la que además de marcar la diferencia entre uno y otro actor, estos son distantes y cada vez más irreconciliables), los cambios en la incertidumbre (estos suceden cuando ambos actores tienen diferente información, poca comunicación, llevándolos a distanciarse cada vez más, e incitándolos a emplear métodos violentos), y los de señales (en los que se pueden llevar a cabo acciones y hechos que antes eran considerados como peligrosos, incitando a los actores a tomar toda clase de riesgos), estos mecanismos y procesos pueden producir dependiendo del caso, diferentes efectos y resultados, lo que muestra y explica las variaciones en la violencia colectiva. 
Especialmente el autor hacer referencia a la rapidez con que la violencia colectiva y los mecanismos que la componen se activan y se desactivan pasando de la interacción violenta a la no violenta y viceversa, esta violencia adopta formas y variaciones distintas entre las que se pueden encontrar: los rituales violentos, la destrucción coordinada, el oportunismo, las reyertas, la agresión individual,  los ataques dispersos y las negociaciones rotas.
Con los mecanismos y las distintas formas que adopta la violencia colectiva, el autor busca explicar su variabilidad, porque no siempre se activan todos los mecanismos y en el mismo orden, sino todo lo contrario, dependiendo del caso, estos mecanismos pueden o no activarse produciendo resultados diferentes.

## La violencia como política
En este capítulo se hace referencia a la acción gubernamental, la contienda política, las autoridades, o las interacciones entre agentes gubernamentales y actores no gubernamentales en la violencia colectiva.
El autor especifica que la violencia colectiva puede ser una forma de contienda política, como la acción de los gobiernos es fundamental para el desarrollo de ésta, a través del control de los medios de coerción y tomando parte o no en la contienda.
También se refiere al papel de los emprendedores políticos a través de la creación de diferentes formas de correduría, por ejemplo conectando actores que anteriormente estuviesen desconectados, pero además activando mecanismos de la violencia colectiva, como es el caso de las líneas divisorias y en algunos casos obteniendo ventajas para uno u otro lado.   
Los especialistas en generar violencia afectan las relaciones entre los actores que infligen los daños, la violencia colectiva aumenta en la medida en que aumentan las oportunidades para la venganza privada, donde la participación de estos abre vías para obtener mayor poder político y económico.
De igual forma hace referencia en este capítulo a la interacción política bajo distintos tipos de régimen, debido a que estos tienen diferentes niveles, formas y características que pueden afectar el carácter de la violencia colectiva.
La diferencia entre una interacción violenta y una no violenta puede diferir entre la activación o no de los mecanismos de la violencia colectiva desarrollados en el libro por el autor, así como la activación, supresión, incorporación y separación pueden interactuar en la contienda violenta.

## Tendencias, variaciones y explicaciones
Este capítulo se refiere a la violencia colectiva durante el siglo XX dentro de los que se incluyen conflictos, guerras entre países, guerras civiles, los conflictos por los recursos naturales, refiriéndose a la activación de los mecanismos de la violencia colectiva o a la oportunidad de activar dichos mecanismos dependiendo de diversos contextos y coyunturas. 
De igual forma el autor se refiere al incremento de la violencia en 1989 explicando tendencias y variaciones de los patrones de la violencia colectiva, especialmente hace referencia a la activación y/o desactivación de líneas divisorias dependiendo del tipo de régimen político.
Los emprendedores políticos, tienen una amplía importancia en la activación de esas divisorias, pero también en la polarización y en los cambios en la incertidumbre, la información de lado y lado es diferente, estos emprendedores pueden especular con la poca información, y en ocasiones esto último puede influir en la interacción violenta porque la incertidumbre crece, así como la amenaza, incluso polarizando aún más a los actores de la contienda.

## Los rituales violentos
Este capítulo hace referencia a algunos incidentes deportivos violentos donde se pueden ver repetidamente la activación y/o desactivación de mecanismos y procesos. Pero también hace referencia a los rituales violentos que pueden ser relativamente simétricos y asimétricos, así como pueden variar dependiendo del régimen,  por ejemplo entre un régimen democrático y uno no democrático, o el papel de la venganza privada en las disputas entre los diferentes tipos de regímenes.
Este tipo de rituales son interacciones que implican la activación de la violencia y son públicos, además existe una delimitación entre ambos bandos espectadores, participantes, árbitros, o actores de los daños y de estos rituales violentos se puede pasar a la destrucción coordinada.

## Destrucción coordinada
Esta destrucción tiene un alto grado de coordinación entre los actores y a la vez tiene una alta relevancia al ocasionar daños en todas las interacciones, pero en un menor grado que los rituales violentos, algunos ejemplos de destrucción coordinada pueden ser genocidios y torturas.
En este tipo, la correduría hace que se marquen en mayor medida las diferencias y que éstas se mantengan claras y marcadas entre los actores.

## El oportunismo
Se sitúa en el esquema establecido por el autor en un lugar donde no hay una coordinación considerable, pero si hay relevancia en los daños ocasionados, algunos casos que pueden ejemplificar el oportunismo son los secuestros, violaciones colectivas y la toma de rehenes, donde se hace daño a una porción del otro actor o del otro grupo, pero que implica una alta relevancia para éste y especialmente existen unas motivaciones marcadas para efectuar este tipo de actos de pequeña escala.
En este caso se activan las divisorias, así como el mecanismo de espirales de señales que permiten que este tipo de interacciones sucedan, facilitando que se desarrollen prácticas que en principio son arriesgadas, pero que para un momento en específico pueden ocasionar al otro actor una gran afectación, son realizadas para aprovechar el momento y generar un gran daño.

## Las reyertas
Dentro de éstas el autor considera como variable la cólera al volante y sus incidentes, peleas y venganzas,  que pueden activarse en escenarios naturales donde se reúnen varias personas y se desatan de un momento a otro, los actores comienzan a atacarse o a atacar los bienes de los demás, son poco coordinadas, esporádicas, irracionales, a veces son cortas y rápidas; pero si se extienden y duran pueden desencadenar otro tipo de violencia colectiva.

## Los ataques dispersos
Este tipo de violencia colectiva se puede dar en los casos en que por ejemplo se amplíe una reyerta, sabotajes, ataques clandestinos o esporádicos, asaltos o incendios, tiene una relevancia baja pero puede generar daños graves.
Cuando determinado tipo de violencia colectiva se exacerba o cambia en su modalidad, esta puede activar otro mecanismo diferente incrementando su coordinación y relevancia, estos episodios pueden empezar con ataques dispersos y luego materializarse en otro tipo de acciones.

## Negociaciones rotas
Éstas se pueden presentar como resultado de procesos sociales organizados pero que no necesariamente tienen que ser violentos, estos según el autor suceden en el caso de la lucha política colectiva, y como ejemplos de estas se pueden resaltar las peticiones y las manifestaciones en las que se esperan reivindicaciones colectivas.
En este tipo se pueden activar los mecanismos de correduría, polarización, activación de redes y cambio de objeto, que consiste en “la alteración de las relaciones entre los reivindicadores y los objetos de sus reivindicaciones”. De igual forma éstas, tiene una alta coordinación entre los actores, pero poca relevancia entre las acciones, sin embargo si esta relevancia aumentara, podría transformarse en otra tipología como la destrucción coordinada.

## Conclusiones
Esta obra ilustró a través de ejemplos empíricos la teoría de la violencia colectiva, su variación y cambio dependiendo de varios factores, identificó mecanismos y procesos que se activaron o desactivaron en diferentes casos.
La activación y/o desactivación de los mecanismos en los diferentes ejemplos varío circunstancialmente entre los casos, considerando los regímenes políticos, los daños, las acciones de los actores, y la coordinación entre estos. 
Dentro de determinado sistema, los mecanismos se activan y representan diferentes tipos de violencia colectiva como resultado de distintos procesos, del aumento de la coordinación entre los actores o de la relevancia de la violencia.
Entender las causas de la violencia colectiva, puede ayudar a la desactivación de los mecanismos y/o procesos que la originaron y puede ayudar a entender sus dinámicas para encontrar criterios de análisis, pero sobre todo el autor espera que esta teoría sea de ayuda para en un futuro minimizar los daños de la violencia colectiva.
Finalmente dentro de las conclusiones el autor hace referencia al terror, como arma de amenaza y violencia contra los enemigos produciendo daños asimétricos, así como el terrorismo y los ataques terroristas como aspectos de un conflicto mucho más amplio.